# Obsjtina Svilengrad
Obsjtina Svilengrad (bulgariska: Община Свиленград) är en kommun i Bulgarien. Den ligger i regionen Chaskovo, i den sydöstra delen av landet, 260 km öster om huvudstaden Sofia.
Obsjtina Svilengrad delas in i:
- Dimitrovtje
- Kapitan Andreevo
- Levka
- Mladinovo
- Momkovo
- Mustrak
- Rajkova mogila
- Studena
- Mezek

Följande samhällen finns i Obsjtina Svilengrad:
- Svilengrad
- Mezek

Trakten runt Obsjtina Svilengrad består till största delen av jordbruksmark. Runt Obsjtina Svilengrad är det ganska glesbefolkat, med 34 invånare per kvadratkilometer.